# Monte Limbara
Le Monte Limbara est un massif montagneux d'Italie situé dans le Nord-Est de la Sardaigne et culminant à 1 362 mètres d'altitude.

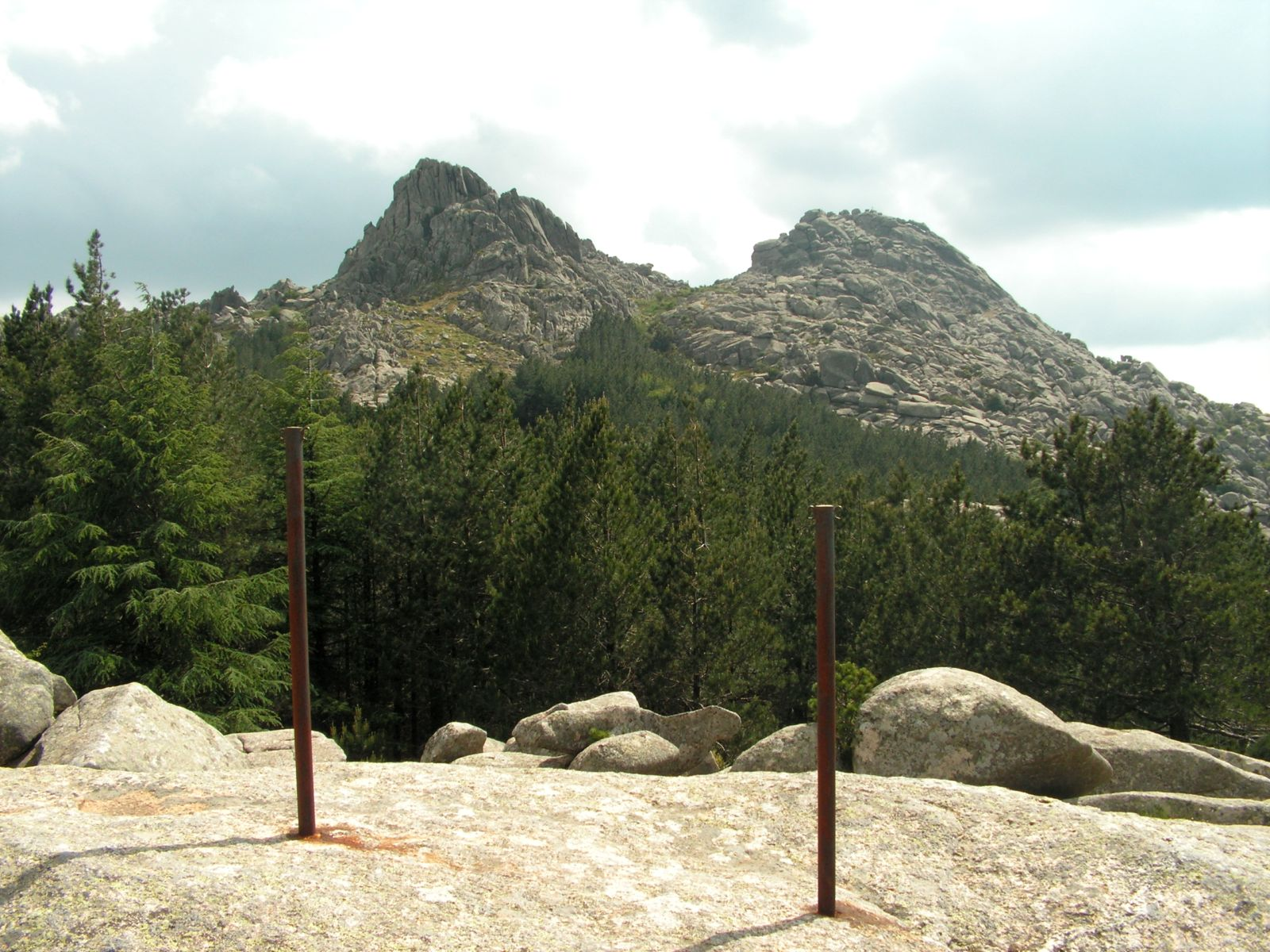
Vue du Monte Limbara